# Apm
Pour les articles homonymes, voir APM.

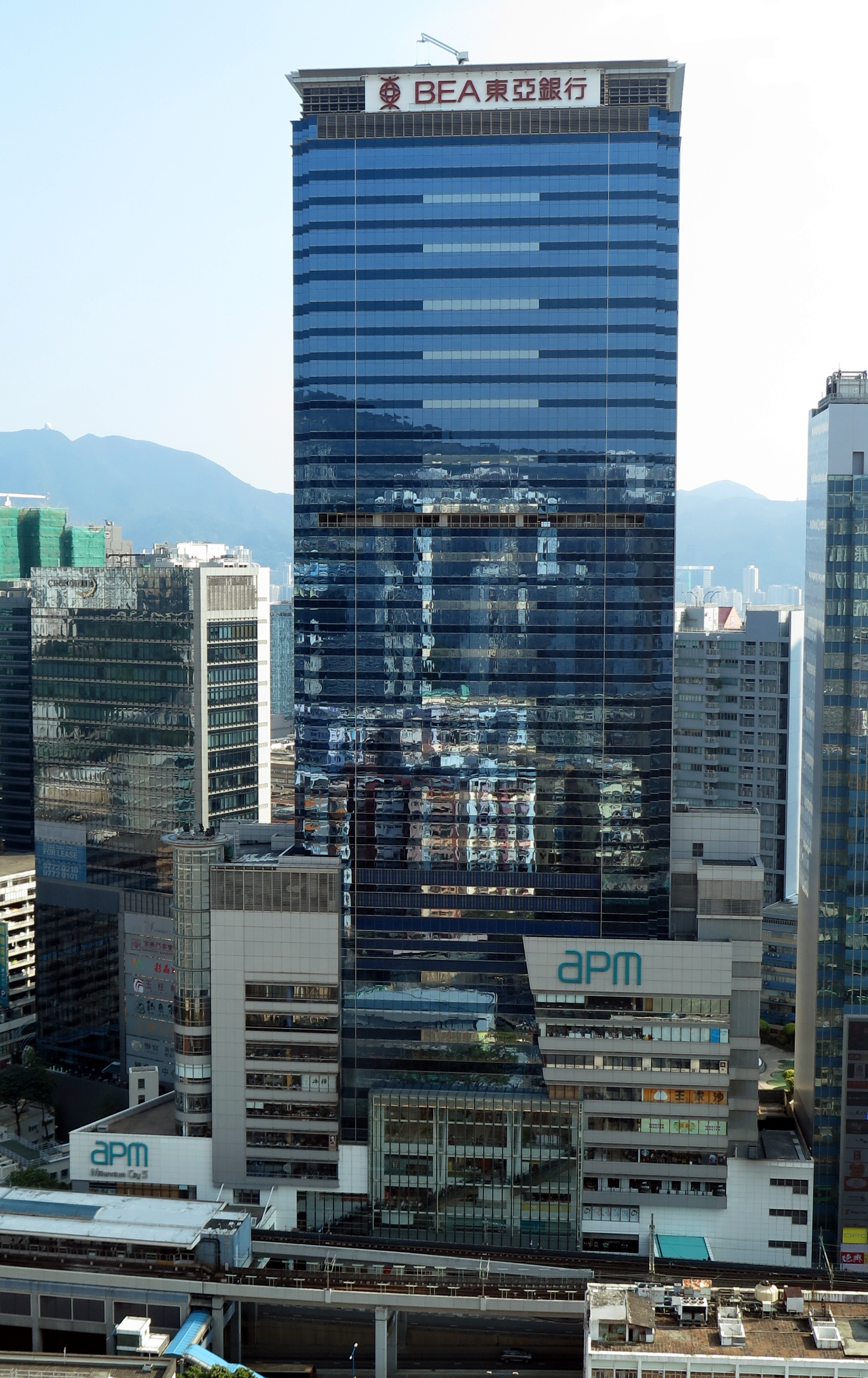
Façade

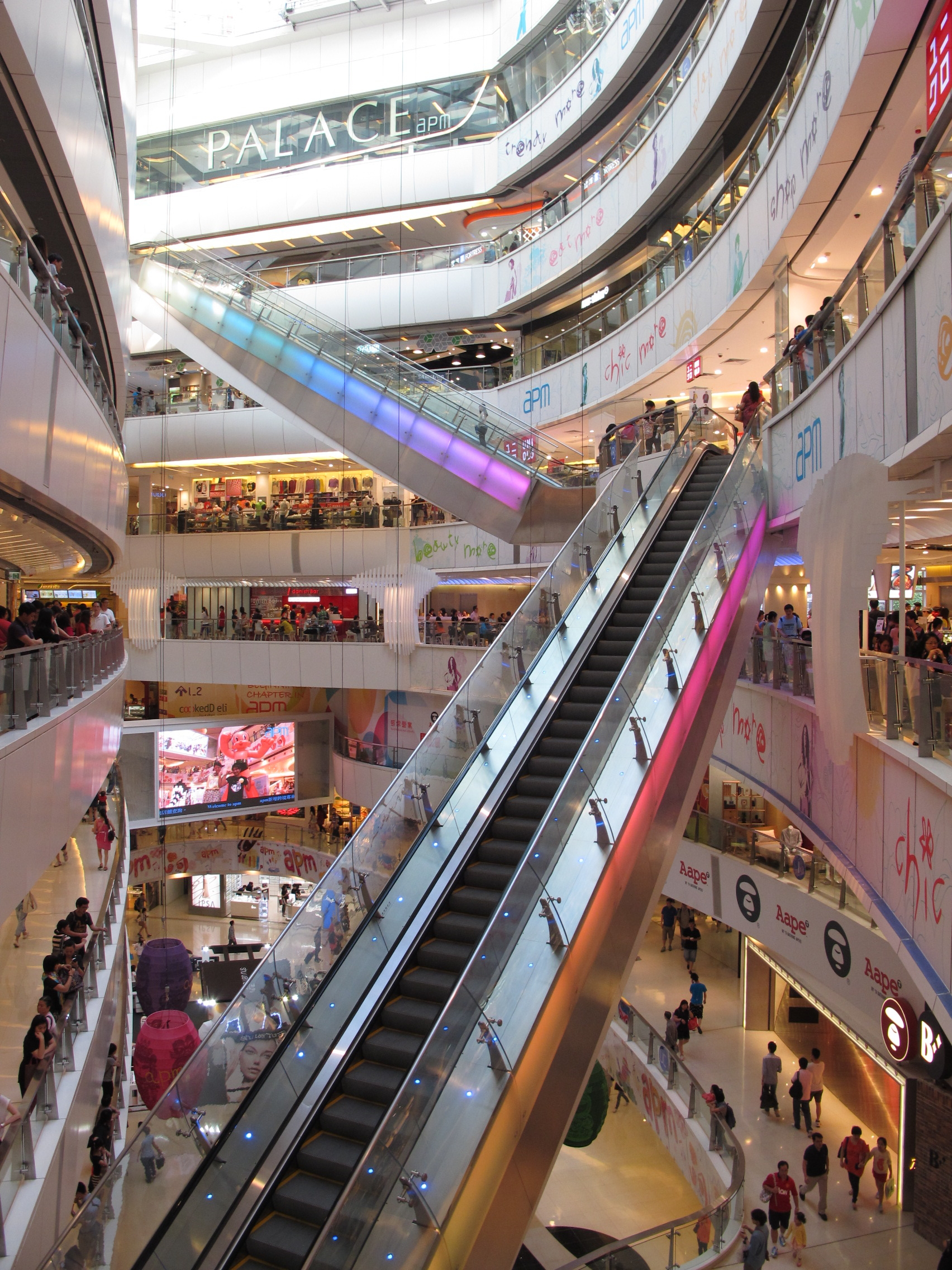
escalator Atrium Express

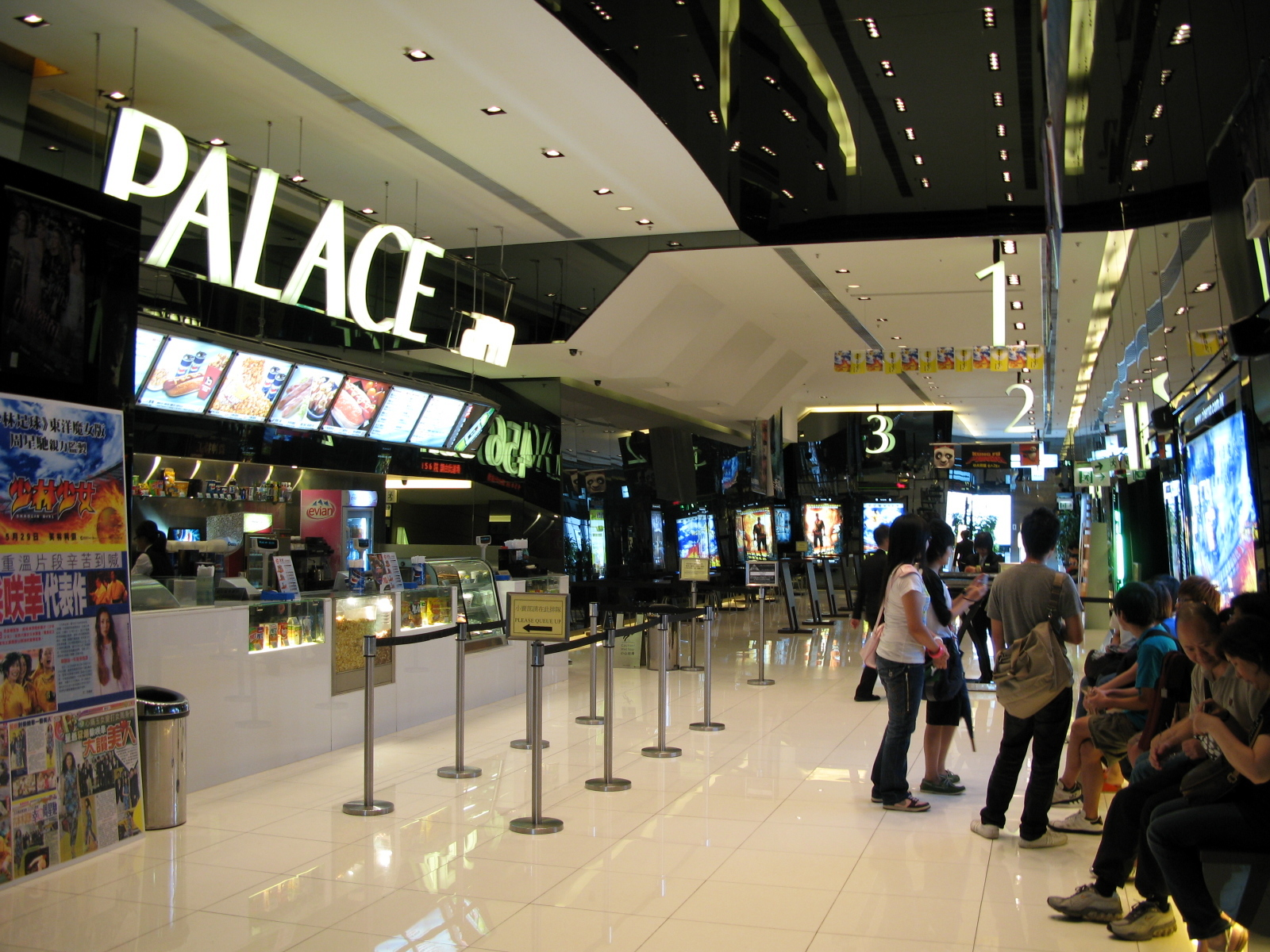
Entrée du PALACE

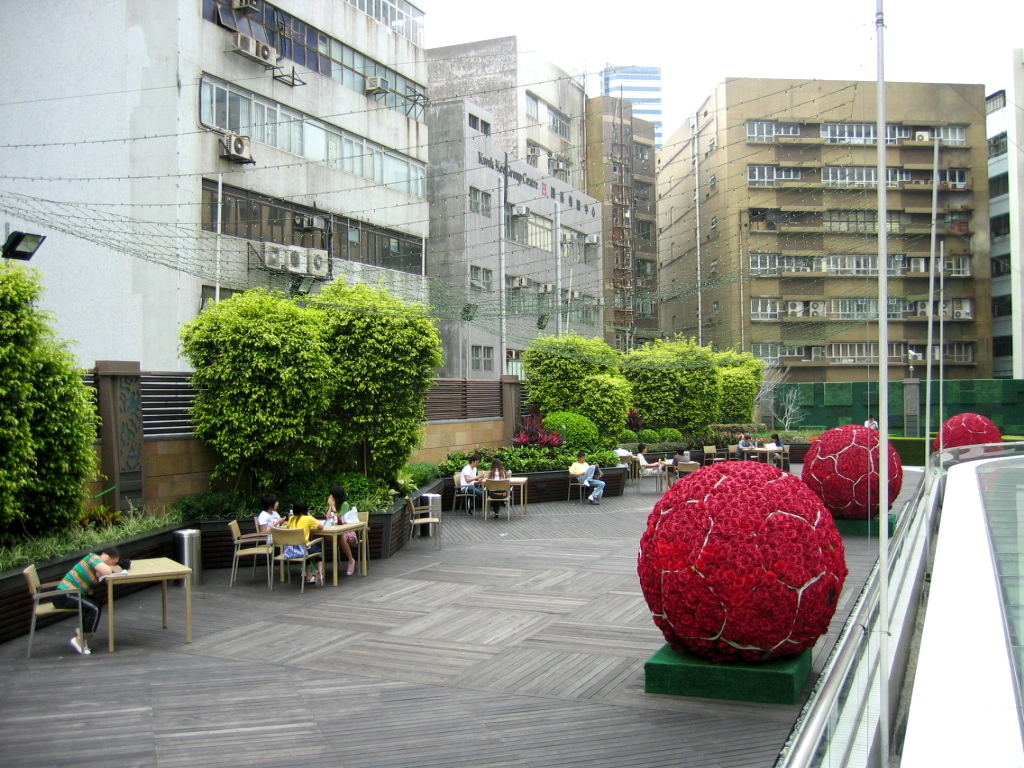
t-park

apm est un centre commercial situé dans la ville de Kwun Tong, à Hong Kong, ouvert depuis avril 2005. Il est situé au sein de la Millennium City 5, un immeuble commercial construit par Sun Hung Kai Properties. 
Avec Millennium City 1, 2, 3, et 6,  c'est un bâtiment à usage commercial situé le long de la route Kwun Tong. apm jouxte la station MTR Kwun Tong, compte sept étages, et un parking horaire souterrain y est disponible.

## Caractéristiques
apm est un exemple de centre commercial vertical. Il possède une surface de 59 000 mètres carrés, avec un sol marbré sur environ 5 000 mètres carrés. Il essaie également de cibler les jeunes de 15 à 35 ans, à travers notamment des événements faisant appel à des célébrités de la musique.
Deux escalators express sont situés au milieu du centre commercial, afin de faciliter la visite et de pouvoir accéder aux différents étages. 

## Locataires
Des locataire célèbres y ont leurs bureaux, notamment :
- Palace apm, un cinéma faisant partie du Broadway Circuit, situé au dernier étage (L6). Il peut accueillir 875 spectateurs dans six salles[2].
- cookedDeli, un espace de restauration de renommée internationale, possédé par c!ty'super, situé au L2[3].
- Uniqlo
- H&M
- Apple Inc.[4]

## Accès
- MTR：
  - Ligne Kwun Tong: Kwun Tong Station (Sortie A2)
- Bus,
- Public light bus,
- Public light bus de Kowloon,
- Public light bus des Nouveaux Territoires,
- Transfrontalier 24h Express：
  - Ligne Kwun Tong – Lam Tin MTR Station ↔ Shenzhen Huanggang